# Eleutherodactylus glandulifer
Eleutherodactylus glandulifer es una especie de anfibio anuro de la familia Eleutherodactylidae.

## Distribución geográfica
Esta especie es endémica de Haití. Habita entre los 300 y 1886 m de altitud en el macizo de la Hotte.

## Descripción
Los machos miden hasta 36 mm y las hembras hasta 53 mm.

## Publicación original
- Cochran, 1935 : New reptiles and amphibians collected in Haiti by P. J. Darlington. Proceedings of the Boston Society of Natural History, vol. 40, p. 367-376.[5]